# CK Hutchison Holdings
CK Hutchison Holdings Limited és un conglomerat multinacional amb seu a Hong Kong. La companyia es va formar el març de 2015 a partir de la fusió de Cheung Kong Holdings amb la seva filial principal Hutchison Whampoa.
La companyia té participacions importants en empreses de diversos sectors. Diverses filials també tenen interessos en les seves filials.